# Milena Baldassarri
Pour les articles homonymes, voir Baldassarri.
Milena Baldassarri (née le 16 octobre 2001 à Ravenne) est une gymnaste rythmique italienne.

## Biographie
De père Italien et de mère Russe, elle remporte la médaille de bronze lors des Championnats d'Europe juniors 2016.
Le 13 septembre 2018, elle remporte la première médaille d'argent d'une Italienne lors des Championnats du monde à Sofia (au ruban), en terminant à seulement 0,050 point de la Russe Aleksandra Soldatova ; elle est également lors de ces Mondiaux médaillée de bronze par équipes.
Elle est médaillée d'argent par équipes aux Championnats du monde de gymnastique rythmique 2021 et aux Championnats d'Europe de gymnastique rythmique 2022. Elle a également été qualifié lors des jeux olympiques de Paris en 2024 où elle se isse à la 8ème place en final de gymnastique rythmique individuel.